# Phenomena
Phenomena (Phenomena en España y Satánica inocencia en Hispanoamérica) es una película de 1985 del realizador italiano Dario Argento. Tras el paréntesis que supuso Tenebrae,  representa el regreso del italiano al terror sobrenatural de Suspiria,  película con la que comparte múltiples elementos estructurales y narrativos. Concebida a modo de siniestro cuento de hadas, Phenomena destaca por su imaginativa trama, precursora  del llamado thriller sobrenatural,  y su insana atmósfera onírica. Mal recibida por la crítica en el momento de su estreno, es considerada hoy una obra de culto, siendo una de las películas favoritas entre los fanes del italiano.
Sus principales intérpretes son Jennifer Connelly, Donald Pleasence y Daria Nicolodi.

## Sinopsis
En las estribaciones de los Alpes, en  la llamada “Transilvania suiza”, un perturbado psicópata está acabando con la vida de jóvenes mujeres. No contento con mutilar salvajemente a sus víctimas, todo parece indicar que convive con sus cadáveres durante meses.  Desconcertados, los inspectores Rudolf Geiger (Patrick Bauchau) y su asistente, Kurt (Michele Soavi) recurren al reputado entomólogo especializado en insectos necrófagos John McGregor (Donald Pleasence).
Paralelamente, Jennifer Corvino (Jennifer Connelly), hija de un famoso actor de Hollywood, llega a la zona para ingresar en la prestigiosa academia femenina Richard Wagner. Sin embargo, Jennifer no es una chica corriente: además de sufrir sonambulismo, trastorno que no tardará en traerle desagradables consecuencias, Jennifer posee la extraordinaria capacidad de relacionarse telepáticamente con los insectos. 
Tras uno de sus episodios de sonambulismo, acabará azarosamente en la casa de McGregor, con el que entablará amistad. Al descubrir las asombrosas capacidades de Jennifer, McGregor ideará un audaz plan para descubrir al asesino que requerirá la colaboración del Gran Sarcophagus, una mosca cuyas larvas se alimentan de cadáveres.

## Reparto
| Actor                | Personaje                 |
| -------------------- | ------------------------- |
| Jennifer Connelly    | Jennifer Corvino          |
| Daria Nicolodi       | Sra. Brückner             |
| Dalila Di Lazzaro    | Headmistress              |
| Patrick Bauchau      | Inspector Rudolf Geiger   |
| Donald Pleasence     | Profesor John McGregor    |
| Tanga                | Inga                      |
| Fiore Argento        | Vera Brandt               |
| Federica Mastroianni | Sophie                    |
| Gaspare Capparoni    | Karl                      |
| Fiorenza Tessari     | Gisela Sulzer             |
| Mario Donatone       | Morris Shapiro            |
| Francesca Ottaviani  | Enfermera                 |
| Michele Soavi        | Kurt, asistente de Geiger |
| Franco Trevisi       | Agente de bienes raíces   |
| Davide Marotta       | Hijo de la Sra. Brückner  |

## Concepción del proyecto
Tras concluir el rodaje de Tenebrae, Argento decidió hacer un viaje vacacional a Suiza, quedando impresionado por los paisajes alpinos. Una fuente de inspiración de la trama fue un artículo leído durante su breve estancia en EE. UU. dónde se informaba de cómo el estudio de los insectos cadavéricos era usado a la hora de determinar las circunstancias de un crimen. También contribuyó a la historia el conocido interés de Argento por las supuestas capacidades de comunicación extrasensorial en los insectos, tema que ya se menciona colateralmente en Profondo Rosso. A la hora de escribir el guion, Argento contó con la colaboración de Franco Ferrini, guionista de  Érase una vez en América.

## Realización
Argento eligió a Jennifer Connelly para el papel de Jennifer Corvino por recomendación expresa de su amigo Sergio Leone, que quedó francamente impresionado tras su interpretación de la versión joven del personaje de Elizabeth McGovern en Érase una vez en América. Donald Pleasence llegó de la mano de John Carpenter, amigo personal de Argento además de reconocido fan de su obra.
El film se rodó en los estudios Elios (interiores) y en distintas localizaciones en el norte de Suiza, concretamente, en Zürich, Thurfälle in Unterwasser (cascada) y en Schwägalp.
Para Phenomena, Argento escogió una banda sonora ecléctica y arriesgada.  Además de con sus habituales Claudio Simonetti y Fabio Pignatelli (Goblin), que se encargaron del tema principal, contó con la colaboración del Rolling Stones Bill Wyman, que fue responsable de “Valley”, uno de los temas más inquietantes de la banda sonora.  Simon Boswell, por su parte, compuso para el film el perturbador  “The Maggots”. Finalmente, el italiano completó la banda sonora con temas de Iron Maiden y Motörhead.

## Recepción
Phenomena es una de las películas más explícitas de Argento, siendo recordada por la profusión de insectos mostrada en pantalla, especialmente de larvas cadavéricas,  y la crudeza de algunas imágenes. A consecuencia de ello, la película tuvo graves problemas de distribución, y allí dónde consiguió ser estrenada sufrió, por lo general, recortes drásticos de metraje: en EE. UU., donde la versión original se clasificó "X", se estrenó una versión mutilada en casi media hora bajo el nombre de Creepers, no siendo recuperada la versión íntegra del film hasta su edición por Anchor Bay en 1999.
No obstante, y a pesar de la clasificación del film (exclusivamente mayores de 18 años, principalmente), Phenomena fue un notable éxito en Europa, llegando al undécimo puesto de taquilla en Italia y compitiendo con films como Los cazafantasmas o Gremlins.
En el 2001 se pensó hacer una secuela, aunque nunca se rodó por problemas con su productora, Medusa.

## Miscelánea
-La desventurada turista danesa que es asesinada en el prólogo del film está interpretada por la hija mayor del propio Argento, Fiore, a la que, siguiendo la tradición, “asesinó" con sus propias manos.
-El papel del espeluznante retoño de Bruckner fue interpretado por Davide Marotta de 26 años.
-Inga, la inseparable compañera de McGregor, inspiró a George A. Romero el guion de Atracción diabólica.